# Steffen Landgraf
Steffen Landgraf (* 26. August 1980 in Berlin) ist ein ehemaliger deutscher Weitspringer und Zehnkämpfer. Als Doktor habil. der Psychologie ist er heute auf dem Gebiet der forensischen Psychiatrie und kognitiven Psychologie tätig. Außerdem ist er approbierter Psychologischer Psychotherapeut mit eigener Praxis im Bereich Coaching, Lebens- und Paarberatung und Psychotherapie. Er ist Buch-Autor und Verfasser wissenschaftlicher Publikationen.

## Leichtathletik
Steffen Landgraf startete von 1998 bis 2004 für die LG Nike Berlin.
Am 4. Juni 2001 erreichte er seine Weitsprung-Bestleistung von 7,84 m in Wesel.
Steffen Landgraf wurde von Klaus Beer, olympischer Silbermedaillengewinner im Weitsprung von 1968 in Mexiko-Stadt, und Rainer Pottel, Olympiateilnehmer im Zehnkampf von 1980 in Moskau, trainiert.
Von 2001 bis 2004 startete Steffen Landgraf für die Leichtathletikmannschaft der University of Minnesota, mit der er 2003 die „Outdoor Big Ten Championships“ gewann. Seine Trainer in Minnesota waren Phil Lundin und Mario Sategna.
2004 beendete Steffen Landgraf seine aktive Karriere als Leichtathlet und arbeitet heute ehrenamtlich als Sportgruppenleiter für die LG Telis Finanz Regensburg.
Steffen Landgraf ist der Sohn von Monika Zehrt, der Deutschen Leichtathletik Doppelolympiasiegerin über 400 Meter und 4-mal 400 Meter von 1972 in München.

### Bestleistungen
- Weitsprung: 7,84 m (Wesel, Deutschland, 4. Juni 2001)
- Weitsprung (Halle): 7,43 m (Champaign, Illinois, USA, 1. März 2003)
- 400 m: 48,50 s (Berlin, Deutschland, 2. Juli 2000)
- Zehnkampf: 6555 Punkte (College Station, Texas, USA, 18./19. März 2004)
- Siebenkampf (Halle): 5103 Punkte (Ann Arbor, Michigan, USA, 28./29. Februar 2004)[5]

## Berufliche Laufbahn
Steffen Landgraf studierte von 2001 bis 2004 Psychologie und Spanisch an der University of Minnesota, USA. Er erhielt dort einen Bachelor of Arts. Von 2004 bis 2007 studierte er Psychologie im Diplomstudiengang an der Humboldt-Universität zu Berlin.
2010 schloss er seine Promotion mit binationaler Betreuung an der Sorbonne-Universität Paris und der Humboldt-Universität zu Berlin unter der Leitung von Marie-Odile Krebs und Elke van der Meer mit summa cum laude ab. Der Titel seiner Habilitation lautete: „The evolution of problems lies within the acting individual“ (Die Lösung von Problemen liegt im handelnden Individuum). Er ist Autor vieler internationaler, wissenschaftlicher Veröffentlichungen und Experte auf den Gebieten Problemlösen, Schizophrenie, Intelligenz, Kreativität und sexuelles Annäherungsverhalten. Seine Theorie über den Zusammenhang zwischen visuellen Fähigkeiten und dem Risiko psychotische Symptome zu entwickeln wurde im Open-Access-Journal Frontiers in Psychology 2013 veröffentlicht. Das „Protection Against Schizophrenia“ Model erhielt internationale Aufmerksamkeit, weil es postuliert, dass Geburtsblindheit vor der Entwicklung psychotischer Symptome und Schizophrenie schützt.
Seit 2012 ist Steffen Landgraf in der Klinik für Forensische Psychiatrie und Psychotherapie an der Universität Regensburg im Bezirksklinikum Regensburg tätig. Im Jahr 2018 erhielt Steffen Landgraf die Approbation als Psychologischer Psychotherapeut (Facharzt-Status) und arbeitet neben der Klinik selbstständig als Coach, Lebens- und Paarberater sowie als Psychotherapeut.

## Auszeichnungen
Steffen Landgraf hat für seine Arbeiten zahlreiche internationale Ehrungen und Auszeichnungen erhalten, unter anderem von der World Federation of Societies of Biological Psychiatry und dem International Symposium on Schizophrenia die prestigeträchtigen Young Scientist Awards in Paris (FRA) 2009 und in Bern (SUI) 2010, respektive. Im Jahr 2020 wählte ihn die Webseite www.TheBestSchools.org zu einem der „Top 20 Psychologen“ weltweit.

## Bücher
Steffen Landgraf veröffentlichte sein erstes Buch „Die Glücksbibel – Aufbruch in eine glücklichere Zukunft“ am 10. Juni 2022 im Main Verlag. Das Buch handelt von Halt, Hilfe und Hoffnung in Krisenzeiten (z. B. Corona, Krieg, Umwelt etc.) und soll eine Stütze sein, ein Erinnern daran, dass es eine bessere Zukunft geben kann und geben wird. Es ist ein Aufbruch in eine gemeinsame glücklichere und nachhaltigere Zukunft. Es erschien in zweiter Auflage am 17. Februar 2023.
Steffen Landgraf veröffentlichte sein zweites Buch „Psychotherapie in Anstellung“ am internationalen Welttag für psychische Gesundheit, am 10. Oktober 2023, im Psychotherapie Verlag zusammen mit Andreas Rose, Sandra Poppek, Thomas Mösler, Johannes Kemper und Wolfram Dorrmann (Hrsg.). Das Buch soll die große Vielfalt der Psychotherapie in Anstellung darstellen, in dem Experten aus ihren jeweiligen Bereichen berichten. Es gibt einen Einblick in eine unterschätzte Berufsgruppe, die auf viele Menschen einen lebensverändernden und lebensqualitätsverbessernden Einfluss ausübt.

## Belege
1. ↑  Landgraf springt U23 EM Norm 2001. steeple.de
2. ↑  Big Ten Outdoor Meeting Minneapolis 2003. gophersports.com
3. ↑  Lundin honored US Track and Field coach of the year 2003 gophersports.com
4. ↑  Florida Track announces Sategna as head coach (Memento vom 28. Februar 2014 im Internet Archive) flotrack.org
5. ↑  Big Ten Indoor Meeting Ann Arbor 2004. netitor.com
6. ↑  Dissertation 2010 neuroscience.asso.fr
7. ↑  Vortrag aus Anlass der Habilitation (Memento vom 1. März 2014 im Internet Archive)
8. ↑  Wissenschaftliche Referenzen Dr. Landgraf
9. ↑  Steffen Landgraf und Michael Osterheider: „To see or not to see: that is the question.“ The „Protection-Against-Schizophrenia“ (PaSZ) model: evidence from congenital blindness and visuo-cognitive aberrations. In: Frontiers in Psychology. Band 4, 2013, Nr. 352, doi:10.3389/fpsyg.2013.00352 (freier Volltext).
10. ↑  Praxis Landgraf Website
11. ↑  WFSBP Young Scientist Awards Paris 2009
12. ↑  ISSB Young Scientist Awards Bern 2010
13. ↑  Top 20 Psycholgists 40 and under
14. ↑  Die Glücksbibel - Aufbruch in eine glücklichere Zukunft
15. ↑  Psychotherapie in Anstellung

| Personendaten    | Personendaten |
| ---------------- | --- |
| NAME             | Landgraf, Steffen |
| KURZBESCHREIBUNG | deutscher Weitspringer/Zehnkämpfer, Wissenschaftler auf dem Gebiet der forensischen Psychiatrie und kognitiven Psychologie |
| GEBURTSDATUM     | 26. August 1980 |
| GEBURTSORT       | Berlin |